# Parafia Najświętszej Maryi Panny Królowej Świata w Szmurłach
Parafia pw. Matki Bożej Królowej Świata – rzymskokatolicka parafia,  należąca do dekanatu Brańsk, diecezji drohiczyńskiej, metropolii białostockiej. Siedziba parafii mieści się pod numerem 96.

## Obszar parafii
W granicach parafii znajdują się miejscowości:
- Płonowo,
- Puchały Nowe,
- Szmurły,
- Spieszyn

## Historia
W 1980 biskup Władysław Jędruszuk powołał w Szmurłach samodzielny rektorat. W 1990 ks. Jan Wasilewski rozpoczął budowę kościoła. Kościół poświęcił biskup Antoni Dydycz w 1995.